# Jean Georgescu

Regizorul Jean Georgescu.

Jean Georgescu (n. 12 februarie 1904, București -  d. 8 aprilie 1994, București) a fost un regizor, scenarist și actor român, fiind considerat o personalitate pregnantă a filmului românesc.

## Biografie
Cu sprijinul  operatorului Nicolae Barbelian realizează primul său film, „ Milionar pentru o zi„ fiind considerat „o superbă dramoletă comică” .
A fost distins cu Ordinul Meritul Cultural clasa I (1971) „pentru merite deosebite în opera de construire a socialismului, cu prilejul aniversării a 50 de ani de la constituirea Partidului Comunist Român”.

## Filmografie

### Regizor
- Milionar pentru o zi (1924)
- Poveste de iubire (1929) - scurtmetraj de reclamă
- Război fără arme (1929) - film de propagandă antialcoolică
- Le miniature  (1933) - Franța
- L'Heureuse aventure (1935) - Franța
- Les amis de  St. Hubert (1937) - Franța
- Ziua cumpătării (1942) - scurtmetraj
- O noapte furtunoasă (1943)
- Visul unei nopți de iarnă (1946)
- Petrolul (1949)
- Pădurile (1950)
- În sat la noi (1951) - în colaborare cu Victor Iliu
- Lanțul slăbiciunilor (scurtmetraj, 1952)
- Vizita (scurtmetraj, 1952)
- Arendașul român (scurtmetraj, 1952)
- Directorul nostru (1955)
- Lanterna cu amintiri (1962)
- Mofturi 1900 (1965)
- Pantoful Cenușăresei (1969)
- Amiciție (1976) - scurtmetraj TV

### Scenarist
- Milionar pentru o zi (1924)
- Maiorul Mura (1928) (r. Ion Timuș)
- Așa e viața (1928) (r. Marin Iorda)
- O noapte furtunoasă (1943)
- Visul unei nopți de iarnă (1946)
- Furtul de la Arizona (1946) (r. Mircea Botez)
- Lanțul slăbiciunilor (scurtmetraj, 1952)
- Vizita (scurtmetraj, 1952)
- Arendașul român (scurtmetraj, 1952)
- Două lozuri (1957) - în colaborare cu Aurel Miheleș și Gheorghe Naghi
- Mofturi 1900 (1965)
- Pantoful Cenușăresei (1969) - în colaborare cu Alexandru Culescu
- Amiciție (1976) - film TV

### Actor
- Țigăncușa de la iatac (1923) (r. Alfred Halm)
- Năbădăile Cleopatrei (1925) (r. Ion Șahighian)
- Milionar pentru o zi (1924)
- Maiorul Mura (1927) (r. Ion Timuș)
- Așa e viața (1928) (r. Marin Iorda)
- Televiziune (Ce va fi mâine) (1931) (r. Jack Salvadori)
- Nu filmăm să ne-amuzăm (1975)